# Las enseñanzas de Don Juan
Las enseñanzas de Don Juan: una forma yaqui de conocimiento (del inglés: The Teachings of Don Juan: A Yaqui Way of Knowledge) es un libro escrito por Carlos Castaneda como su tesis de maestría en antropología. Se publicó por primera vez en 1968 en inglés por la University of California Press y en 1974 en español. El libro narra las vivencias del autor junto a un brujo y nagual yaqui del estado de Sonora (México), llamado Juan Matus, entre 1960 y 1965.
El libro está dividido en dos secciones. La primera sección, Las enseñanzas, es una narrativa en primera persona que documenta las interacciones iniciales de Castaneda con Don Juan usando tres tipos de plantas psicotrópicas: el peyote, el toloache (Datura inoxia) y un hongo de la familia Psilocybe (probablemente Psilocybe mexicana) y los estados de realidad no ordinaria alcanzados mediante el consumo de dichas sustancias. En la segunda parte del libro, el autor realiza un análisis estructural buscando "revelar la cohesión y contingencia interna de las enseñanzas de Don Juan".
La veracidad de los hechos relatados, al igual que la del resto de la obra de Castaneda, ha sido fuente de polémica, considerándose un caso de engaño para algunos, mientras que para otros se trata de un libro auténtico.
Cronológicamente, es el primer libro de una colección de cuatro libros, seguida sucesivamente de una segunda saga de nueve más. (Ver: Publicaciones de Carlos Castaneda)

## Estructura

### Introducción
El autor relata la manera en la que conoció a Don Juan, se habla brevemente del maestro de Don Juan “un diablero”, el autor realiza una reflexión sobre las experiencias vividas durante los cinco años en que fue aprendiz de Don Juan, se habla sobre las plantas usadas, estados de realidad no ordinaria, poder, objetos de poder y el aliado.

### Parte I: Las Enseñanzas

#### Capítulo 1
Carlos Castañeda pide ser instruido sobre la planta de peyote o mescalito como lo llamaba Don Juan, Don Juan le señala que “podrá tener en cuenta dicha petición siempre y cuando [Castaneda] poseyera claridad de mente y propósito con respecto a lo que le había preguntado”.
Don Juan pide a Carlos Castañeda encontrar su sitio en el zaguán sintiéndolo con los ojos. Tras horas intentando encontrar su sitio Castaneda finalmente encuentra “el sitio” y “el enemigo”. Don Juan le dice a Castaneda que “[…] estos dos lugares   [son]   la clave del bienestar de un hombre, especialmente si [busca]  conocimiento. El mero acto de sentarse en el sitio propio   [crea]   fuerza superior;   en cambio,   el enemigo   [debilita]   e incluso   [puede]   causar la muerte”.
Don Juan le señala a Castaneda que conocer a Mezcalito no es ningún chiste, "Mezcalito pide una intención muy seria".

#### Capítulo 2
Se relata la primera experiencia en la que Castañeda consume peyote (conoce a Mescalito). Al intentar Castañeda entender su estado a partir del estado de realidad ordinaria siente deseos de finalizar su proceso de aprendizaje; sin embargo, para Don Juan que Mescalito jugara con Castañeda es una señal de que puede compartir sus secretos con él.
Don Juan le dice a Castañeda que le va a enseñar no solo sobre Mescalito sino también sobre “el aliado”, Don Juan señala que Mescalito es otra clase de poder, “un protector, un maestro”.

#### Capítulo 3
Don Juan habla sobre los dos aliados que conoce, "la yerba del diablo" y "el humito". Enseña la preparación de las mezclas alucinógenas y finalmente habla sobre el "hombre de conocimiento" y los cuatro enemigos naturales del hombre.
La "yerba del diablo" (Datura inoxia) es un aliado que en palabras de Don Juan "malogra a los hombres, [ya que] les hace probar el poder demasiado pronto, sin fortificar sus corazones, y los hace dominantes y caprichosos". Don Juan relata que aquel hombre que quiera a la "yerba del diablo" como aliado toma las raíces y las semillas (especialmente estas últimas), dejando las flores, el tallo y las hojas. Don Juan enseña a Castañeda el método de extracción de la raíz de la "yerba del diablo" y le señala que es un aliado que se usa solamente para dar poder.
"El humito" (un hongo de la familia Psilocybe, probablemente Psilocybe mexicana) es un aliado que dice qué hacer, "es un aliado que se utiliza para observar y ver, y una vez un hombre entra en su campo, todos los otros poderes están a su disposición". Es el aliado preferido por Don Juan (quien enseña el uso de la “yerba del diablo” pero no lo recomienda, pues en su opinión solo los brujos ambiciosos y ávidos de acceder rápidamente al poder la utilizan). El “humito” consiste en dos partes, la pipa y la mezcla de fumar. Su preparación debe ser enseñada, ya que es un veneno mortal, y sus efectos tan terribles que solo un hombre fuerte que se ha preparado llevando una vida dura y tranquila puede soportar la más pequeña fumada. El mayor don del "humito" es que lleva a cabo su función sin dañar en lo más mínimo.
Don Juan señala que un hombre de conocimiento es "alguien que ha seguido de verdad las penurias de aprender. Un hombre que sin apuro, sin vacilación, ha ido lo más lejos que puede en desenredar los secretos del poder y el conocimiento". Los cuatro enemigos naturales que un hombre debe vencer para convertirse en un hombre de conocimiento son:
1. El miedo
2. La claridad
3. El poder
4. La vejez

#### Capítulo 4
Don Juan habla acerca de Mescalito y Castaneda tiene su segundo encuentro con Mescalito.
Según Don Juan, Mescalito es un protector y un maestro, es un protector para aquellos que "le gustan" aunque también daña a cierta gente porque "lo buscan con la idea de sacar provecho sin trabajar", para aquellas personas que carecen de un aliado Mescalito puede cumplir una función de protección viendo que nada malo le pase a uno.  Don Juan señala que cuando Mescalito acepta por completo a alguien se le aparece como un hombre, o como una luz, cuando alguien ha ganado esta clase de aceptación, "Mescalito es constante, ya no vuelve a cambiar después, y algún día incluso puede llevarlo a uno a volar y revelarle todos sus secretos; [sin embargo], para llegar a ese punto uno tiene que ser un hombre fuerte y la vida de uno tiene que ser verdadera, una vida que se vive con la certeza nítida de estarla viviendo, una vida fuerte".
Don Juan y Castañeda realizan un viaje para juntar un poco de Mescalito, Don Juan explica a Castañeda que "[a Mescalito] lo recogeremos solo cuando se nos presente en nuestro camino. Él nos encontrará y no al revés. Él nos encontrara... si quiere". Adicionalmente Don Juan señala que no es necesario beber en esta búsqueda y cuando Castañeda pide si podía encender un fuego Don Juan reacciona como si fuera inconcebible preguntar tal cosa. Don Juan señala que "por esta noche [somos] huéspedes de Mescalito y [...] él nos daría calor".
Durante el crepúsculo Don Juan y Castañeda consumen catorce botones de peyote y Castañeda logra percibir a Mescalito como una entidad antropomórfica y le da a Castañeda la respuesta a una pregunta. Esta señal es vista por Don Juan como una de buen augurio e inician la recolecta de peyote. Don Juan comenta a Castañeda que el protector le puede enseñar canciones que son un vínculo entre ellos, estas canciones deben ser enseñadas por el protector y no deben ser copiadas de otras personas. Así mismo Don Juan señala que el verdadero nombre de Mescalito no puede ser pronunciado más que para llamarlo.
Capítulo 5:
Don Juan le confiesa a Castaneda que la hierba del diablo no es para él, Castaneda le pregunta que cómo pudo llegar a esa conclusión y Don Juan le responde que las veces que intentó usar la hierba del diablo casi le cuesta la vida, que él pudo haber evitado ese dolor si no se hubiese aferrado. Castaneda le pregunta cuál es la manera para evitar el dolor y Don Juan le contestó que no es algo que requiere de una fórmula ni de ningún procedimiento: 
- "Es una manera de agarrarse a las cosas (...) La yerba del diablo es solo un camino entre cantidades de caminos. Cualquier cosa es un camino entre cantidades de caminos. Por eso debes tener siempre presente que un camino es solo un camino; si sientes que no deberías seguirlo, no debes seguir en él bajo ninguna condición. Para tener esa claridad debes llevar una vida disciplinada. Solo entonces sabrás que un camino es nada más un camino, y no hay afrenta, ni para ti ni para otros, en dejarlo si eso es lo que tu corazón te dice. Pero tu decisión de seguir en el camino o de dejarlo debe estar libre de miedo y de ambición. Te prevengo. Mira cada camino de cerca y con intención. Pruébalo tantas veces como consideres necesario. Luego hazte a ti mismo, y a ti solo, una pregunta. Es una pregunta que solo se hace un hombre muy viejo. Mi benefactor me habló de ella una vez cuando yo era joven, y mi sangre era demasiado vigorosa para que yo la entendiera. Ahora sí la entiendo. Te diré cuál es: ¿tiene corazón este camino? Todos los caminos son lo mismo: no llevan a ninguna parte. Son caminos que van por el matorral. Puedo decir que en mi propia vida he recorrido caminos largos, largos, pero no estoy en ninguna parte. Ahora tiene sentido la pregunta de mi benefactor. ¿Tiene corazón este camino? Si tiene, el camino es bueno; si no, de nada sirve. Ningún camino lleva a ninguna parte, pero uno tiene corazón y el otro no. Uno hace gozoso el viaje; mientras lo sigas, eres uno con él. El otro te hará maldecir tu vida. Uno te hace fuerte; el otro te debilita".
Parte II: Análisis estructural
Aquí es donde el mismo autor analiza los contenidos de la primera parte con el fin de revelar la cohesión interna y la fuerza lógica de las enseñanzas de Don Juan. Para esto compone cuatro conceptos como unidades principales:
1. Hombre de conocimiento
2. Un hombre de conocimiento tenía un aliado
3. Un aliado tenía una regla
4. La regla se corroboraba por consenso especial

Estas cuatro unidades se componen a su vez de ideas subsidiarias y así la estructura total compone todos los conceptos significativos hasta el momento en que abandonó su aprendizaje.